# Grand Prix du Roman

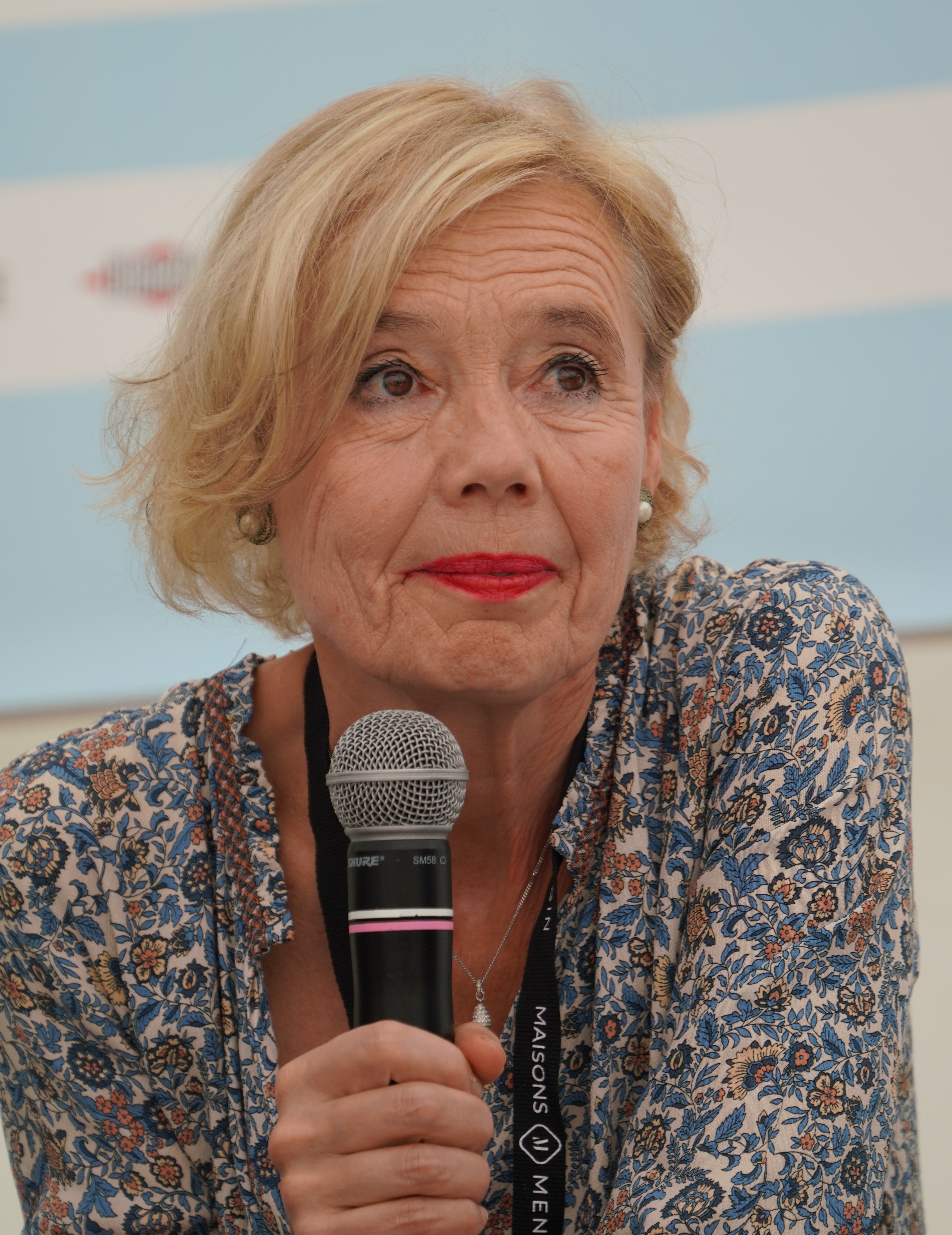
Preisträgerin 2023: Dominique Barbéris für Une façon d’aimer

Der Grand Prix du Roman ist ein französischer Literaturpreis, der seit 1915 jeden Oktober von der Académie française für einen französischsprachigen Roman vergeben wird. Die Auszeichnung ist mit einem Preisgeld von 10.000 Euro dotiert.

## Preisträger
Bis 2023 am häufigsten preisgekrönt wurden Bücher aus dem Verlag Gallimard (33 Siege), gefolgt von Grasset (19) und Albin Michel (13).
1997 und 2006 stimmten die Preisträger mit dem Prix Goncourt überein.
| Jahr | Preisträger/-in               | Roman                                       | Deutscher Titel                                                       |
| ---- | ----------------------------- | ------------------------------------------- | --------------------------------------------------------------------- |
| 1915 | Paul Acker                    | Gesamtwerk                                  | Gesamtwerk                                                            |
| 1916 | Louis de Blois                | La Vocation                                 |                                                                       |
| 1917 | Charles Géniaux               | Gesamtwerk                                  | Gesamtwerk                                                            |
| 1918 | Camille Mayran                | Histoire de Gotton Connixloo                |                                                                       |
| 1919 | Pierre Benoit                 | L’Atlantide                                 | Atlantis / Die Königin von Atlantis / Die letzte Königin von Atlantis |
| 1920 | André Corthis                 | Pour moi seule                              |                                                                       |
| 1921 | Pierre Villetard              | Monsieur Bille dans la tourmente            |                                                                       |
| 1922 | Francis Carco                 | L’Homme traqué                              |                                                                       |
| 1923 | Alphonse de Châteaubriant     | La Brière                                   | Schwarzes Land / Die Moorinsel                                        |
| 1924 | Émile Henriot                 | Aricie Brun ou les Vertus bourgeoises       |                                                                       |
| 1925 | François Duhourcau            | L’Enfant de la victoire                     |                                                                       |
| 1926 | François Mauriac              | Le Désert de l’amour                        | Die Einöde der Liebe                                                  |
| 1927 | Joseph Kessel                 | Les Captifs                                 | Die Gefangenen                                                        |
| 1928 | Jean Balde                    | Reine d’Arbieux                             |                                                                       |
| 1929 | André Demaison                | Le Livre des bêtes qu’on appelle sauvages   | Die Komödie der Tiere                                                 |
| 1930 | Jacques de Lacretelle         | Amour nuptial                               |                                                                       |
| 1931 | Henri Pourrat                 | Gaspard des montagnes                       |                                                                       |
| 1932 | Jacques Chardonne             | Claire                                      |                                                                       |
| 1933 | Roger Chauviré                | Mademoiselle de Boisdauphin                 |                                                                       |
| 1934 | Paule Régnier                 | L’Abbaye d’Évolayne                         | Das enterbte Herz                                                     |
| 1935 | Albert Touchard               | La Guêpe                                    |                                                                       |
| 1936 | Georges Bernanos              | Journal d’un curé de campagne               | Tagebuch eines Landpfarrers                                           |
| 1937 | Guy de Pourtalès              | La Pêche miraculeuse                        | Der wunderbare Fischzug                                               |
| 1938 | Jean de La Varende            | Le Centaure de Dieu                         | Der Himmelsreiter                                                     |
| 1939 | Antoine de Saint-Exupéry      | Terre des hommes                            | Wind, Sand und Sterne                                                 |
| 1940 | Édouard Peisson               | Le Voyage d’Edgar                           | Edgars Reise                                                          |
| 1941 | Robert Bourget-Pailleron      | La Folie Hubert                             |                                                                       |
| 1942 | Jean Blanzat                  | L’Orage du matin                            |                                                                       |
| 1943 | Joseph-Henri Louwyck          | Danse pour ton ombre!                       |                                                                       |
| 1944 | Pierre Lagarde                | Valmaurie                                   |                                                                       |
| 1945 | Marc Blancpain                | Le Solitaire                                |                                                                       |
| 1946 | Jean Orieux                   | Fontagre                                    |                                                                       |
| 1947 | Philippe Hériat               | Famille Boussardel                          | Familie Boussardel                                                    |
| 1948 | Yves Gandon                   | Ginèvre                                     |                                                                       |
| 1949 | Yvonne Pagniez                | Évasion 44                                  | Flucht                                                                |
| 1950 | Joseph Jolinon                | Les Provinciaux                             |                                                                       |
| 1951 | Bernard Barbey                | Chevaux abandonnés sur le champ de bataille |                                                                       |
| 1952 | Henry Castillou               | Le Feu de l’Etna                            | Das Feuer des Ätna                                                    |
| 1953 | Jean Hougron                  | Mort en fraude                              | Es begann in Saigon                                                   |
| 1954 | Pierre Moinot                 | La Chasse royale                            | Die königliche Jagd                                                   |
| 1954 | Paul Mousset                  | Neige sur un amour nippon                   |                                                                       |
| 1955 | Michel de Saint-Pierre        | Les Aristocrates                            | Die Aristokraten / Aristokraten                                       |
| 1956 | Paul Guth                     | Le Naïf Locataire                           | Erdgeschoss Hofseite links: Der Naive als Mieter                      |
| 1957 | Jacques de Bourbon Busset     | Le Silence et la Joie                       | Andreas und Franziska: Bekenntnisse zweier Liebender                  |
| 1958 | Henri Queffélec               | Un royaume sous la mer                      | Ein Königreich auf dem Grunde des Meeres                              |
| 1959 | Gabriel d’Aubarède            | La Foi de notre enfance                     |                                                                       |
| 1960 | Christian Murciaux            | Notre-Dame des désemparés                   | Die Madonna der Schutzlosen                                           |
| 1961 | Pham Van Ky                   | Perdre la demeure                           |                                                                       |
| 1962 | Michel Mohrt                  | La Prison maritime                          | Vom Meere gefangen                                                    |
| 1963 | Robert Margerit               | La Révolution                               |                                                                       |
| 1964 | Michel Droit                  | Le Retour                                   | Wilde Zustände                                                        |
| 1965 | Jean Husson                   | Le Cheval d’Herbeleau                       | Pferde in der Nacht                                                   |
| 1966 | François Nourissier           | Une histoire française                      | Im Schatten verlorener Gärten: Eine Geschichte aus Frankreich         |
| 1967 | Michel Tournier               | Vendredi ou les Limbes du Pacifique         | Freitag oder im Schoss des Pazifik                                    |
| 1968 | Albert Cohen                  | Belle du Seigneur                           | Die Schöne des Herrn                                                  |
| 1969 | Pierre Moustiers              | La Paroi                                    |                                                                       |
| 1970 | Bertrand Poirot-Delpech       | La Folle de Lituanie                        |                                                                       |
| 1971 | Jean d’Ormesson               | La Gloire de l’Empire                       | Der Glanz des Reiches                                                 |
| 1972 | Patrick Modiano               | Les Boulevards de ceinture                  | Außenbezirke (in: Pariser Trilogie)                                   |
| 1973 | Michel Déon                   | Un taxi mauve                               | Irisches Intermezzo                                                   |
| 1974 | Kléber Haedens                | Adios                                       |                                                                       |
| 1975 | Preis nicht vergeben          | Preis nicht vergeben                        | Preis nicht vergeben                                                  |
| 1976 | Pierre Schœndœrffer           | Le Crabe-tambour                            |                                                                       |
| 1977 | Camille Bourniquel            | Tempo                                       |                                                                       |
| 1978 | Alain Bosquet                 | Une mère russe                              |                                                                       |
| 1978 | Pascal Jardin                 | Le Nain jaune                               |                                                                       |
| 1979 | Henri Coulonges               | L’Adieu à la femme sauvage                  | Dresden starb mit dir, Johanna                                        |
| 1980 | Louis Gardel                  | Fort Saganne                                |                                                                       |
| 1981 | Jean Raspail                  | Moi, Antoine de Tounens, roi de Patagonie   |                                                                       |
| 1982 | Vladimir Volkoff              | Le Montagne                                 |                                                                       |
| 1983 | Liliane Guignabodet           | Natalia                                     |                                                                       |
| 1984 | Jacques-Francis Rolland       | Un dimanche inoubliable près des casernes   |                                                                       |
| 1985 | Patrick Besson                | Dara                                        |                                                                       |
| 1986 | Pierre-Jean Rémy              | Une ville immortelle                        |                                                                       |
| 1987 | Frédérique Hébrard            | Le Harem                                    |                                                                       |
| 1988 | François-Olivier Rousseau     | La Gare de Wannsee                          | Bahnhof Wannsee                                                       |
| 1989 | Geneviève Dormann             | Le Bal du Dodo                              | Zaubervogel / Ich bringe dir den Sturm                                |
| 1990 | Paule Constant                | White Spirit                                | White Spirit                                                          |
| 1991 | François Sureau               | L’Infortune                                 |                                                                       |
| 1992 | Franz-Olivier Giesbert        | L’Affreux                                   | Der Gräßliche                                                         |
| 1993 | Philippe Beaussant            | Héloïse                                     |                                                                       |
| 1994 | Frédéric Vitoux               | La Comédie de Terracina                     |                                                                       |
| 1995 | Alphonse Boudard              | Mourir d’enfance                            |                                                                       |
| 1996 | Calixthe Beyala               | Les Honneurs perdus                         | Jenseits von Duala                                                    |
| 1997 | Patrick Rambaud               | La Bataille                                 | Die Schlacht                                                          |
| 1998 | Anne Wiazemsky                | Une poignée de gens                         |                                                                       |
| 1999 | Amélie Nothomb                | Stupeur et Tremblements                     | Mit Staunen und Zittern                                               |
| 1999 | François Taillandier          | Anielka                                     |                                                                       |
| 2000 | Pascal Quignard               | Terrasse à Rome                             | Auf einer Terrasse in Rom                                             |
| 2001 | Éric Neuhoff                  | Un bien fou                                 |                                                                       |
| 2002 | Marie Ferranti                | La Princesse de Mantoue                     |                                                                       |
| 2003 | Jean-Noël Pancrazi            | Tout est passé si vite                      |                                                                       |
| 2004 | Bernard du Boucheron          | Court Serpent                               |                                                                       |
| 2005 | Henriette Jelinek             | Le Destin de Iouri Voronine                 |                                                                       |
| 2006 | Jonathan Littell              | Les Bienveillantes                          | Die Wohlgesinnten                                                     |
| 2007 | Vassilis Alexakis             | Ap. J.-C.                                   |                                                                       |
| 2008 | Marc Bressant                 | La Dernière Conférence                      |                                                                       |
| 2009 | Pierre Michon                 | Les Onze                                    | Die Elf                                                               |
| 2010 | Éric Faye                     | Nagasaki                                    | Zimmer frei in Nagasaki                                               |
| 2011 | Sorj Chalandon                | Retour à Killybegs                          | Rückkehr nach Killybegs                                               |
| 2012 | Joël Dicker                   | La Vérité sur l’affaire Harry Quebert       | Die Wahrheit über den Fall Harry Quebert                              |
| 2013 | Christophe Ono-dit-Biot       | Plonger                                     |                                                                       |
| 2014 | Adrien Bosc                   | Constellation                               | Morgen früh in New York                                               |
| 2015 | Hédi Kaddour                  | Les Prépondérants                           | Die Großmächtigen                                                     |
| 2015 | Boualem Sansal                | 2084. La fin du monde                       | 2084. Das Ende der Welt                                               |
| 2016 | Adélaïde de Clermont-Tonnerre | Le Dernier des nôtres                       | Der Letzte von uns                                                    |
| 2017 | Daniel Rondeau                | Mécaniques du chaos                         |                                                                       |
| 2018 | Camille Pascal                | L’Été des quatre rois                       |                                                                       |
| 2019 | Laurent Binet                 | Civilizations                               | Eroberung                                                             |
| 2020 | Étienne de Montety            | La Grande Épreuve                           |                                                                       |
| 2021 | François-Henri Désérable      | Mon maître et mon vainqueur                 | Mein Meister und Bezwinger                                            |
| 2022 | Giuliano da Empoli            | Le mage du Kremlin                          | Der Magier im Kreml                                                   |
| 2023 | Dominique Barbéris            | Une façon d’aimer                           |                                                                       |